# Alberto de Palacio
Pour les articles homonymes, voir Palacio.
Alberto de Palacio, de son nom complet Paz Martin Alberto de Palacio y Elissague, né à Sare (Pyrénées-Atlantiques) le 24 janvier 1856 et mort le 18 mai 1939, est un ingénieur et architecte espagnol.

## Biographie
De père biscayen et de mère saratare (nom des habitants de Sare), il naît à Sare, en France. Il passe sa petite enfance à Sare, puis ses parents s'installent à Gordexola, près de Bilbao, où il fait ses études secondaires au collège de San Zoilo y San Felix. 
En 1882 il achève ses études à l'école d'architecture de Barcelone. Puis il part se perfectionner à Paris, où il fait la connaissance de Ferdinand Arnodin (1845-1924), spécialiste des ponts à câbles.

## Œuvre
- 1883 : Palais de Velázquez, dans le Parc du Buen Retiro, à Madrid
- 1884-1891 : Siège de la Banque d'Espagne, Madrid (en collaboration)
- 1887 : Participation au Palais de Cristal, inspiré du Crystal Palace de Londres, dans le parc du Retiro, à Madrid.
- 1888-1892 : Gare d'Atocha, à Madrid
- 1893 : concepteur du pont transbordeur de Portugalete (ou Pont de Biscaye) près de Bilbao. Ce pont a été inscrit en 2006 sur la liste du patrimoine mondial de l'Unesco
- 1916 : Usine Osram, sur le Paseo de Santa María de la Cabeza, à Madrid

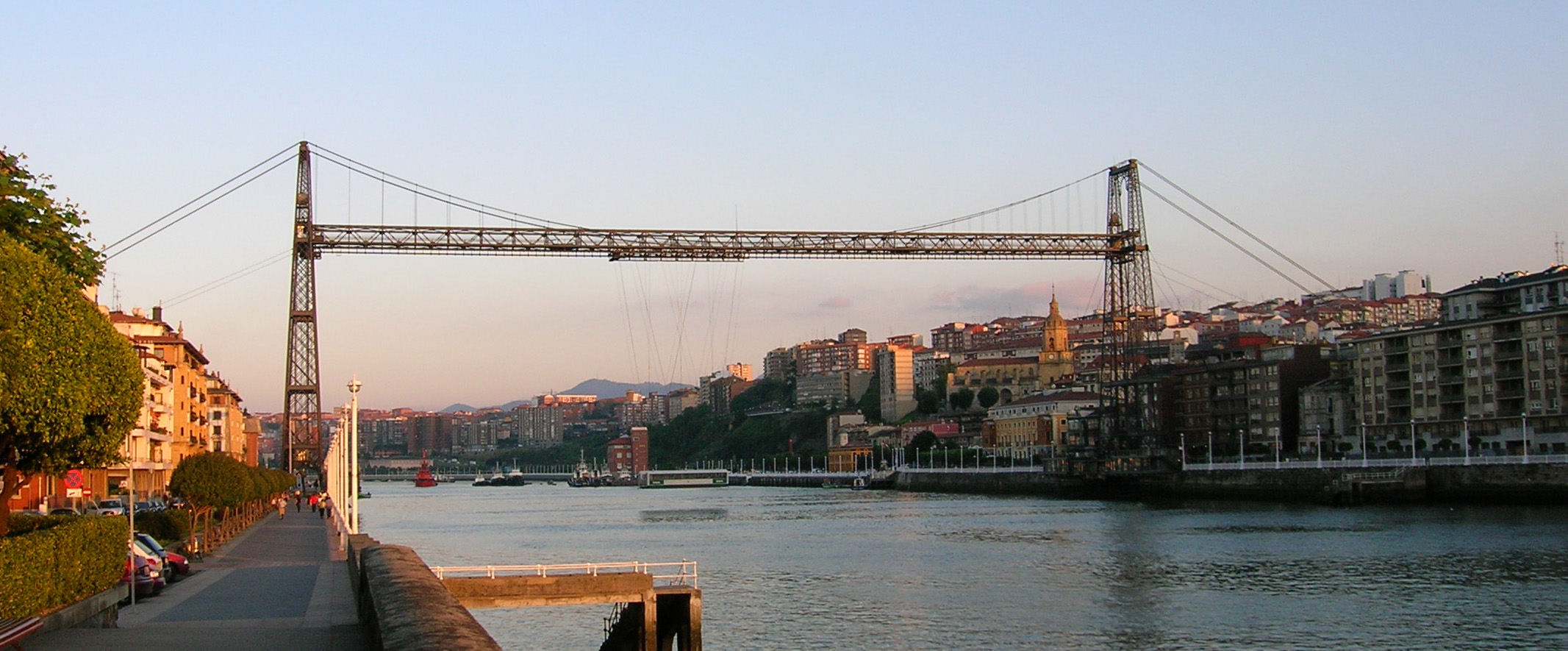
Pont de Biscaye.
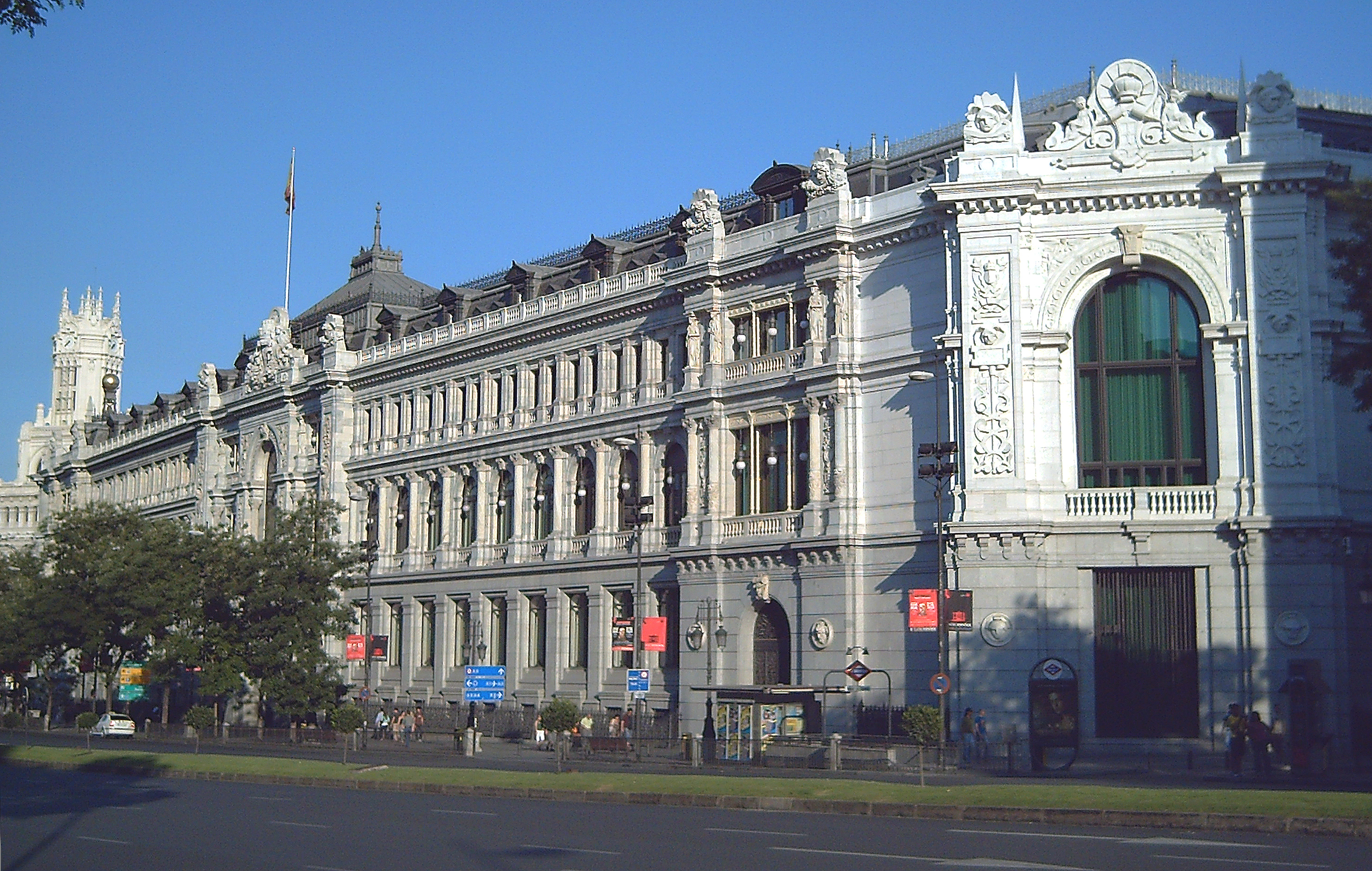
Banque d'Espagne, Madrid.
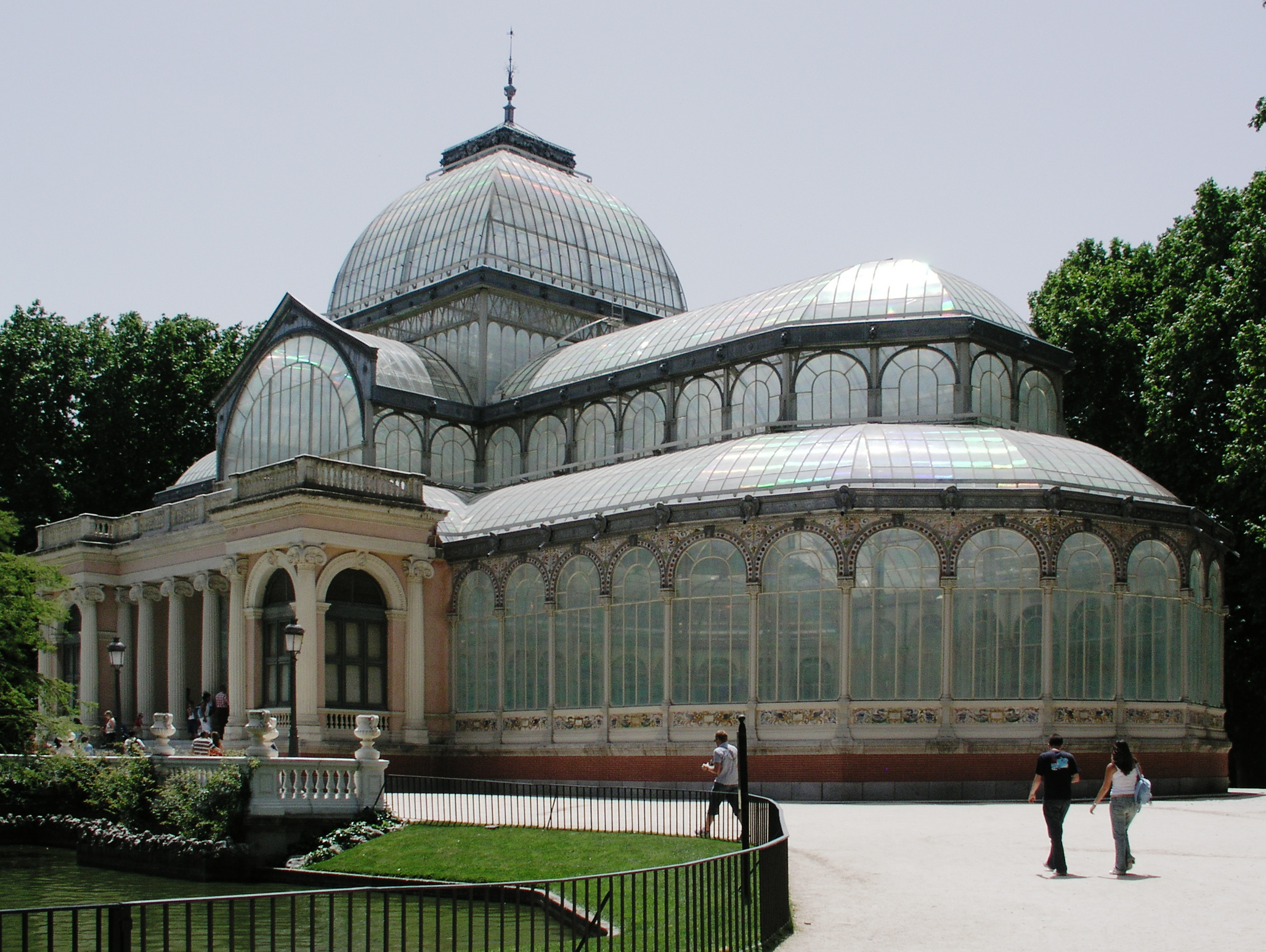
Le Palais de Cristal de Madrid.